# Thomas Schroll
Thomas Schroll (Hall in Tirol, 26 november 1965) is een voormalig Oostenrijks bobsleeremmer. Schroll werd in 1992 als remmer van Ingo Appelt olympisch kampioen in de viermansbob. Nadat Appelt zijn carrière beëindigde stapte Schroll in de bob van piloot Hubert Schösser. Samen behaalden ze de vijfde plaats in de tweemansbob in 1994 en de zilveren medaille op de wereldkampioenschappen een jaar later in de viermansbob.

## Resultaten
- Olympische Winterspelen 1992 in Albertville 4e in de tweemansbob
- Olympische Winterspelen 1992 in Albertville  in de viermansbob
- Olympische Winterspelen 1994 in Lillehammer 5e in de tweemansbob
- Wereldkampioenschappen bobsleeën 1995 in Winterberg  in de viermansbob

1924: Scherrer / Neveu / A.Schläppi / H.Schläppi ·
1928: Fiske / Tucker / Mason / Gray / Parke ·
1932: Fiske / Eagan / Gray / O'Brien ·
1936: Musy / Gartmann / Bouvier / Beerli ·
1948: Tyler / Martin / Rimkus / D'Amico ·
1952: Ostler / Kuhn / Nieberl / Kemser ·
1956: Kapus / Diener / Alt / Angst ·
1964: V.Emery / Kirby / Anakin / J.Emery ·
1968: Monti / De Paolis / Zandonella / Armano ·
1972: Wicki / Leutenegger / Camichel / Hubacher ·
1976: Nehmer / Babock / Germeshausen / Lehmann ·
1980: Nehmer / Musiol / Germeshausen / Gerhardt ·
1984: Hoppe / Wetzig / Schauerhammer / Kirchner ·
1988: Fasser / Meier / Fässler / Stocker ·
1992: Appelt / Schroll / Winkler / Haidacher ·
1994: Czudaj / Brannasch / Hampel / Szelig ·
1998: Langen / Zimmermann / Jakobs / Hampel ·
2002: Lange / Kühn / Kuske / Embach ·
2006: Lange / Hoppe / Kuske / Putze ·
2010: Holcomb / Mesler / Tomasevicz / Olsen ·
2014: Melbārdis / Dreiškens / Vilkaste / Strenga  ·
2018: Friedrich / Bauer / Grothkopp / Margis   ·
2022: Friedrich / Margis / Bauer / Schüller